# Selección de críquet de Pakistán
La Selección de críquet de Pakistán es el equipo que representa al país en las competiciones oficiales. Está regulada por el Pakistan Cricket Board, y es miembro de pleno derecho de la International Cricket Council. Es una de las selecciones más destacadas en el críquet internacional.
Luego de la partición de la India en 1947, Pakistán conformó su propia asociación de críquet y comenzó a enfrentarse a la India a partir de 1952, desarrollando una intensa rivalidad. Han jugado 59 partidos Test, con nueve victorias de India, doce victorias de Pakistán y 38 empates. Debido al conflicto político entre ambos países, no se enfrentaron en partidos Test desde 1962 hasta 1977, ni lo han hecho luego de los atentados de Bombay de 2008.
Pakistán ganó la Copa mundial de críquet de 1992, derrotando a Inglaterra. Es una de las cinco selecciones que ganó el Mundial de Críquet.

## Copa del Mundo
- 1975: Primera ronda
- 1979: Semifinalista
- 1983: Semifinalista
- 1987: Semifinalista
- 1992: Campeón
- 1996: Segunda ronda
- 1999: Subcampeón
- 2003: Primera ronda
- 2007: Primera ronda
- 2011: Tercer lugar
- 2015: Cuartofinalista